# 요한 하위징아

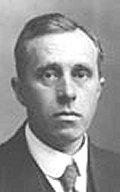
요한 하위징아

요한 하위징아(Johan Huizinga, 1872년 12월 7일 ~ 1945년 2월 1일)는 네덜란드의 역사가, 철학자이다. 흐로닝언 태생. 문화사와 정신사(精神史)의 관련을 고찰하였다.

## 생애
그의 집안은 16세기 이래 대대로 재세례파(再洗禮派)의 목사로 봉직한 가문이었으나 아버지와 맏형이 처음으로 가문의 전통을 깨뜨리고 의학을 전공하였다. 하위징아는 자연과학에는 거의 흥미를 갖지 못하고 일찍부터 문학, 미술, 역사에 비범한 관심과 재능을 발휘하였다. 1891년 흐로닝언 대학에 들어가 비교언어학을 전공, 다시 라이프치히 대학교에서 배우고, 1897년 학위 획득 후에는 할렘의 고등학교 역사 교사로 근무하였다. 1903년 암스테르담 대학의 사강사를 겸임, 1905년 흐로닝언 대학의 역사학 교수로 취임하였다. 1915년 레이던 대학교로 옮겨 1940년 독일 점령군에 의해 강제로 폐쇄될 때까지 근무하였다. 그 동안 암스테르담의 왕립 과학 아카데미의 언어학부 및 사학부 부장으로 근무하였으며, 1945년 2월 네덜란드의 해방을 보지 못하고 세상을 떠났다.

## 평가
그는 자서전 《역사에의 나의 길》(1947)에서 인식론적·철학적 흥미를 결여한 정신적 반맹인(半盲人)이라 자인하고 있으나, 개인의 영혼의 감동·공명이 역사학적 인식의 핵심이라 믿고 꿈이나 환상, 아름다운 생활에의 동경이 문화형성에서 맡는 역할을 강조하는 매우 개성적인 문화사가(文化史家)이다.

## 저서
- 《중세의 가을》(1919)
- 《에라스무스》(1924)
- 《문화사에의 길》(1930)
- 《호모 루덴스》(1938)

## 같이 보기
- 궁정연애
- C. S. 루이스